# 小林富次郎 (三代目)
小林 富次郎 (三代目)（こばやし とみじろう、旧名は小林喜一、1899年12月23日 - 1992年7月18日）は、日本の経営者。ライオン歯磨(現在のライオン)社長、会長を務めた。東京都出身。2代目小林富次郎の長男。妻・美代子は西野恵之助（白木屋呉服店社長・日本航空輸送社長）の次女。長男は小林敦。

## 経歴
1923年に慶應義塾大学経済学部を卒業。
1929年に小林商店副社長に就任し、1935年には社長に昇格。1967年1月にライオン歯磨会長に就任。
1957年5月に藍綬褒章を受章し、1970年4月に勲三等瑞宝章を受章。
1992年7月18日心不全のため死去。92歳没。